# Nicola de la Haie
Nicola de la Haie, ou de la Haye, née vers 1150 et morte le 20 novembre 1230, est une propriétaire terrienne, shérif du Lincolnshire et connétable du château de Lincoln, dans l'Angleterre médiévale.
Elle dirige avec succès et à deux reprises la défense de son château contre des sièges armés.

## Biographie

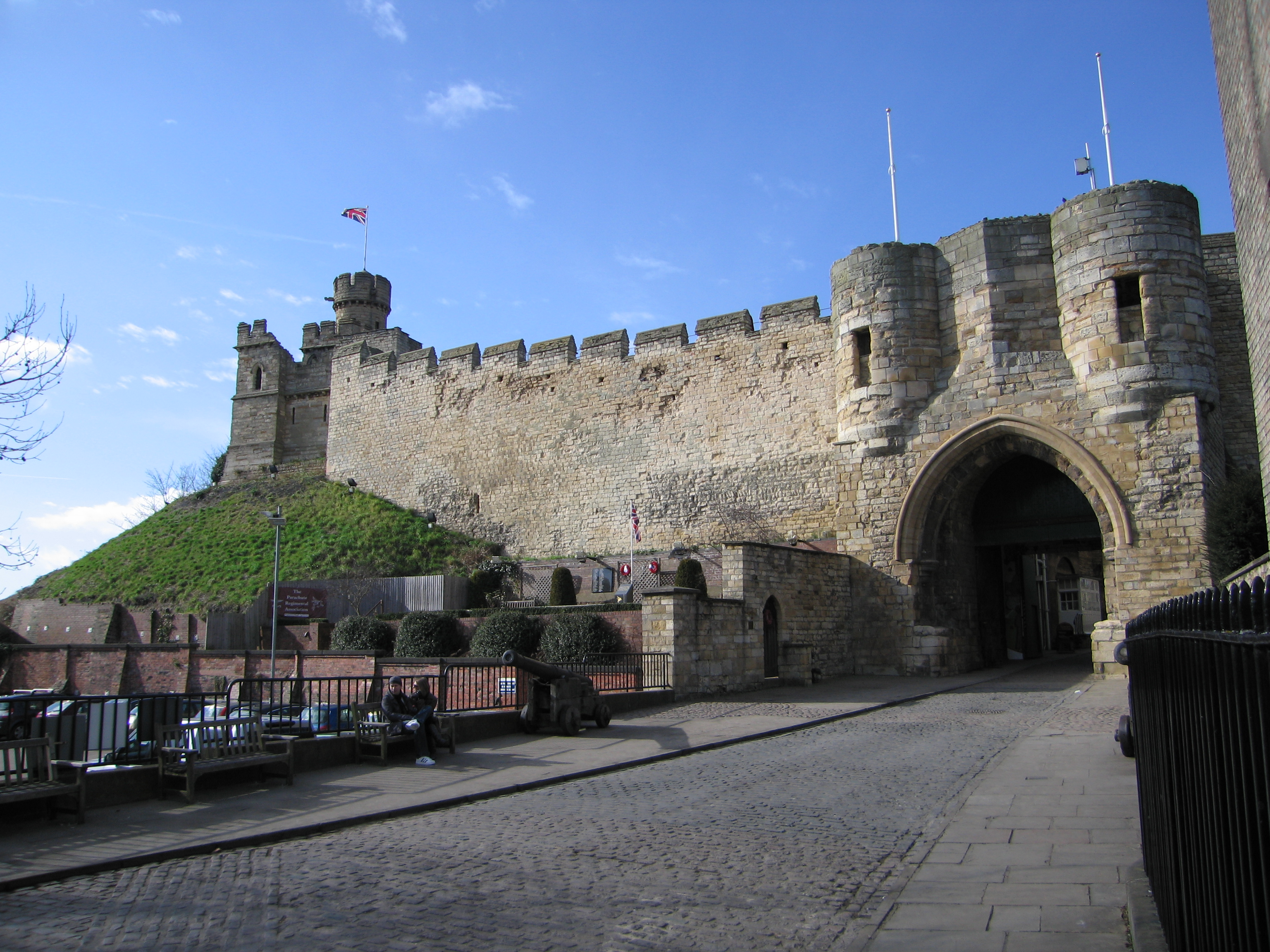
Château de Lincoln, porte de l'est.

Née vers 1150, Nicola de la Haie est l'une des trois filles et héritières de Richard de la Haie, un grand propriétaire terrien du Lincolnshire dont la famille a fondé l'ordre des chanoines réguliers de Prémontré du prieuré de Barling, et de son épouse Matilda, fille de William Vernon. Son grand-père paternel, Robert de la Haie, de Halnaker dans le Sussex, a obtenu en 1115 les fonctions héréditaires de connétable du château de Lincoln et de shérif du Lincolnshire. À la mort de son père en 1169, elle hérite du poste de connétable, qui en pratique est occupé successivement par ses deux maris. Son premier époux, William Fils Erneis, meurt avant 1185 et elle épouse Gérard de Canville.

### 1ersiège du château de Lincoln
Après la mort du roi Henri II en 1189, Nicola de la Haie et Gérard de Canville se rendent à Barfleur en Normandie pour obtenir une charte confirmant ses droits auprès du nouveau roi Richard Cœur de Lion. Mais Richard part en croisade en Terre Sainte, laissant l'autorité aux mains de William de Longchamp, et en 1191, ce dernier retire à Canville les fonctions de shérif et connétable et lui ordonne de rendre le château.
Face au refus de Canville, de Longchamp ordonne l'assaut du château de Lincoln. Alors que Canville demeure auprès du Prince Jean à Nottingham, Nicola de la Haie résiste à un siège d'un mois mené par 30 chevaliers, 20 hommes d'armes à cheval et 300 fantassins, ainsi que 40 sapeurs qui attaquaient les murs du château. N'ayant pas réussi à prendre le château, de Longchamp parvient à un compromis avec Canville, lui rend ses deux postes mais le fait ensuite excommunier. Quand Richard revient de croisade et de captivité en 1194, il enlève à nouveau à Canville les deux postes.
Les choses s'améliorent lorsque le roi Richard est remplacé par son frère Jean sans Terre. Jean est un homme au caractère difficile, brouillé avec la plupart de son entourage, mais Nicola et son mari lui sont restés fidèles et ont réussi à maintenir une relation cordiale. En 1199, il restaure les fonctions de Canville, qui les garde jusqu'à sa mort en janvier 1215.
Nicola occupe alors les deux postes et, lorsque Jean vient à Lincoln en 1216 et qu'elle vient à sa rencontre avec le clés du château, disant qu'elle est maintenant une très vieille veuve et elle ne peut plus continuer à exercer ses fonctions, il lui répond : « Ma chère Nicola, je veux que vous vous teniez au château comme vous l'avez fait jusqu'à présent, jusqu'à ce que j'en décide autrement ». Il lui confirme également son titre de shérif,.

### 2esiège du château de Lincoln

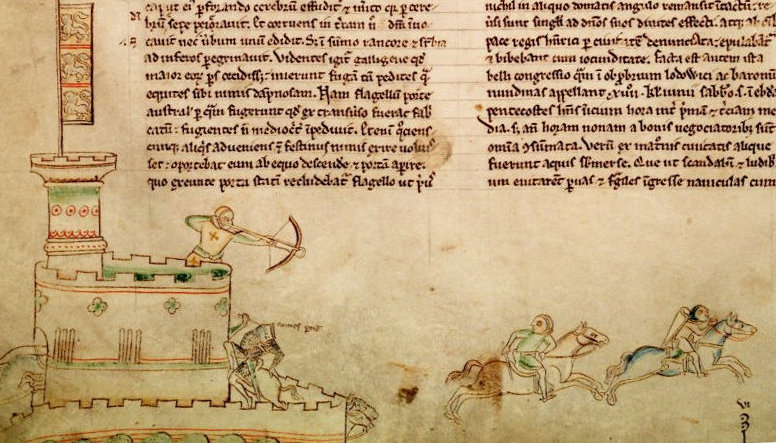
Représentation du XIIIe siècle de la défense du château de Lincoln en 1217.

Le château de Lincoln est ensuite attaqué par des rebelles dirigés par Louis VIII. Alors qu'elle est assiégée, Nicola reçoit la visite de Pierre des Roches, l'influent évêque de Winchester, qui la prévient de l'existence d'un passage secret et de l'attaque éminente des forces loyales contre les assiégeants. Elle réussit à conserver le château intact jusqu'en mai 1217, date à laquelle la deuxième bataille de Lincoln entraîne la défaite des rebelles et de leurs alliés français. Entre-temps, en 1216, elle est nommée Shérif Supérieur par le roi Jean.
Puis Nicola doit faire face à une nouvelle menace quand Guillaume de Longue-Épée, fils du comte de Salisbury et mari de sa petite-fille Idonea, tente sans succès de l'expulser.
En 1226, alors qu'elle a plus de 70 ans, elle se retire du château pour rejoindre son domaine de Swaton, où elle meurt le 20 novembre 1230.